# Rhamnella gilgitica
Rhamnella gilgitica är en brakvedsväxtart som beskrevs av Rudolf Mansfeld och Melch.. Rhamnella gilgitica ingår i släktet Rhamnella och familjen brakvedsväxter. Inga underarter finns listade i Catalogue of Life.